# Завацька Катаріна Віталіївна
Катарі́на Віта́ліївна Зава́цька (нар. 5 лютого 2000, Луцьк) — українська тенісистка, шестиразова переможниця турнірів Міжнародної федерації тенісу, переможниця ITF W100 2019 у Франції.
Тенісом почала займатися з 5,5 років у Рівному. Тренувалася в обласній спеціалізованій дитячо-юнацькій спортивній школі олімпійського резерву. Шість років тренувалася у тенісному центрі в Каннах (Франція).

## Фінали ITF

### Одиночний розряд: 7 (4 титули, 3 поразки)
| Легенда          |
| ---------------- |
| Турніри $100,000 |
| Турніри $80,000  |
| Турніри $60,000  |
| Турніри $25,000  |
| Турніри $15,000  |
| Турніри $10,000  |

| Фінали за покриттям |
| ------------------- |
| Тверде (1–0)        |
| Ґрунт (3–3)         |
| Трава (0–0)         |
| Килим (0–0)         |

| Результат | В–П | Дата          | Турнір                      | Рівень  | Покриття  | Супротивниця         | Рахунок       |
| --------- | --- | ------------- | --------------------------- | ------- | --------- | -------------------- | ------------- |
| Перемога  | 1–0 | Червень 2015  | ITF Telavi, Грузія          | 10,000  | Ґрунт     | Жулі Разафендраналі  | 6–1, 7–5      |
| Перемога  | 2–0 | Серпень 2015  | ITF Sharm el-Sheikh, Єгипет | 10,000  | Тверде    | Ола Абу Зекрі        | 2–6, 6–2, 6–3 |
| Поразка   | 2–1 | Жовтень 2016  | ITF Pula, Італія            | 10 000  | Ґрунт     | Ванда Лукач          | 6–0, 1–6, 2–6 |
| Перемога  | 3–1 | Березень 2017 | ITF Pula, Італія            | 25,000  | Ґрунт     | Клое Паке            | 6–1, 6–3      |
| Поразка   | 3–2 | Вересень 2017 | ITF Dunakeszi, Угорщина     | 60,000  | Ґрунт     | Даяна Ястремська     | 0–6, 1–6      |
| Перемога  | 4–2 | Березень 2018 | ITF Amiens, Франція         | 15 000  | Ґрунт (i) | Елеонора Молінаро    | 6–1, 6–2      |
| Поразка   | 4–3 | Квітень 2018  | ITF Вісбаден, Німеччина     | 25 000  | Ґрунт     | Катінка фон Дайхманн | 3–6, 2–6      |
| Перемога  | 5–6 | Липень 2019   | ITF Б'єлла, Італія          | 25,000  | Ґрунт     | Маяр Шеріф           | 6–1, 6–3      |
| Перемога  | 6–6 | Липень 2019   | ITF Contrexéville, Франція  | 100,000 | Ґрунт     | Ульрікке Ейкері      | 6–4, 6–4      |